# Estación Molinari
Molinari es una estación de ferrocarril ubicada en la localidad de Molinari del Departamento Punilla, provincia de Córdoba, Argentina.

## Ubicación
Se encuentra en el km 588.1 del Ramal A1 del Ferrocarril General Belgrano. Este ramal presta servicios de pasajeros entre Valle Hermoso, Cosquín y Alta Córdoba dentro de la Ciudad de Córdoba.
No presta servicios desde principios de la década de 1990.

## Actualidad
En la actualidad esta ocupada por una familia y por el momento no se puede acceder a ella. Se espera que se construya una nueva estación, debido a la extensión del Tren de las Sierras hasta Valle Hermoso.